# Kroatische Eishockeyliga 1999/2000
Die Saison 1999/2000 war die neunte Spielzeit der kroatischen Eishockeyliga, der höchsten kroatischen Eishockeyspielklasse. Meister wurde zum insgesamt fünften Mal in der Vereinsgeschichte der KHL Medveščak Zagreb.

## Modus
In der Hauptrunde absolvierte jede der vier Mannschaften insgesamt zwölf Spiele. Alle vier Mannschaften qualifizierten sich für die Playoffs, in denen der Meister ausgespielt wurde. Für einen Sieg erhielt jede Mannschaft zwei Punkte, bei einem Unentschieden gab es einen Punkt und bei einer Niederlage null Punkte.

## Hauptrunde
|    | Klub                 | Sp | S | U | N  | Tore   | Punkte |
| -- | -------------------- | -- | - | - | -- | ------ | ------ |
| 1. | KHL Medveščak Zagreb | 12 | 9 | 1 | 2  | 120:32 | 19     |
| 2. | KHL Zagreb           | 12 | 8 | 1 | 3  | 70:43  | 17     |
| 3. | KHL Mladost Zagreb   | 12 | 4 | 2 | 6  | 59:74  | 10     |
| 4. | INA Sisak            | 12 | 1 | 0 | 11 | 44:144 | 2      |

Sp = Spiele, S = Siege, U = unentschieden, N = Niederlagen, OTS = Overtime-Siege, OTN = Overtime-Niederlage, SOS = Penalty-Siege, SON = Penalty-Niederlage

## Playoffs

### Halbfinale
- KHL Medveščak Zagreb – INA Sisak 2:0 (10:4, 5:0 Wertung)
- KHL Zagreb – KHL Mladost Zagreb 2:0 (8:4, 8:1)

### Spiel um Platz 3
- KHL Mladost Zagreb – INA Sisak 0:3 (4:7, 5:8, 5:7)

### Finale
- KHL Medveščak Zagreb – KHL Zagreb 3:0 (5:1, 5:2, 4:3)